# 気分上々 (アルバム)
『気分上々』（きぶんじょうじょう）は、日本の歌手・高橋由美子が1997年11月21日に発売した10枚目のオリジナル・アルバムである。

## 解説
シングル「今までどんな恋をしてきたんだろう」、先行シングル「笑ってるだけじゃない」を収録。「今までどんな恋をしてきたんだろう」はリマスタリングされた上で収録。
現時点で最後のオリジナル・アルバム。

## 収録曲
| #   | タイトル                             | 作詞       | 作曲           | 時間  |
| --- | ------------------------------------ | ---------- | -------------- | ----- |
| 1.  | 「あくび」                           | 森浩美     | J.J.MUMON      | 04:54 |
| 2.  | 「洗濯機」                           | 森浩美     | 松永靖         | 04:21 |
| 3.  | 「大宮公園」                         | 高橋由美子 | ひらいなおゆき | 04:43 |
| 4.  | 「笑ってるだけじゃない」             | 森浩美     | 山田菜都       | 03:36 |
| 5.  | 「Cloudy Sky」                       | 青柳美奈子 | 浅田直         | 05:09 |
| 6.  | 「今までどんな恋をしてきたんだろう」 | 村田恵里   | 山田直毅       | 05:01 |
| 7.  | 「気持ちだよ」                       | 康珍化     | 上田知華       | 04:26 |
| 8.  | 「スイッチ」                         | 森浩美     | 兼元一也       | 06:02 |
| 9.  | 「Cotton Time」                      | 村田恵里   | 山田直毅       | 05:34 |
| 10. | 「それなりに」                       | 森浩美     | 上田知華       | 04:31 |